# Du Maurier Open 1997
Canadian Open 1997 (також відомий під назвою du Maurier Open за назвою спонсора) — тенісний турнір, що проходив на відкритих кортах з твердим покриттям. Це був 110-й турнір Мастерс Канада. Належав до серії Super 9 в рамках Туру ATP 1997, а також до серії Tier I в рамках Туру WTA 1997. Чоловічий турнір відбувся на du Maurier Stadium у Монреалі (Канада) з 28 липня до 4 серпня 1997 року, а жіночий - у National Tennis Centre у Торонто (Канада) з 11 до 17 серпня 1997 року. Кріс Вудруфф і Моніка Селеш здобули титул в одиночному розряді. 

## Фінальна частина

### Одиночний розряд, чоловіки
Кріс Вудруфф —  Густаво Куертен 7–5, 4–6, 6–3
- Для Вудруффа це був єдиний титул за сезон і 1-й — за кар'єру.

### Одиночний розряд, жінки
Моніка Селеш —  Анке Губер 6–2, 6–4
- Для Селеш це був 2-й титул за сезон і 44-й — за кар'єру.

### Парний розряд, чоловіки
Магеш Бгупаті /  Леандер Паес —  Себастьян Ларо /  Алекс О'Браєн 7–6, 6–3
- Для Бгупаті це був 3-й титул за сезон і 3-й - за кар'єру. Для Паеса це був 3-й титул за сезон і 3-й - за кар'єру.

### Парний розряд, жінки
Яюк Басукі /  Кароліна Віс —  Ніколь Арендт /  Манон Боллеграф 3–6, 7–5, 6–4
- Для Басукі це був 2-й титул за сезон і 13-й — за кар'єру. Для Віс це був 2-й титул за сезон і 4-й — за кар'єру.